# チャタル・ヒュユク

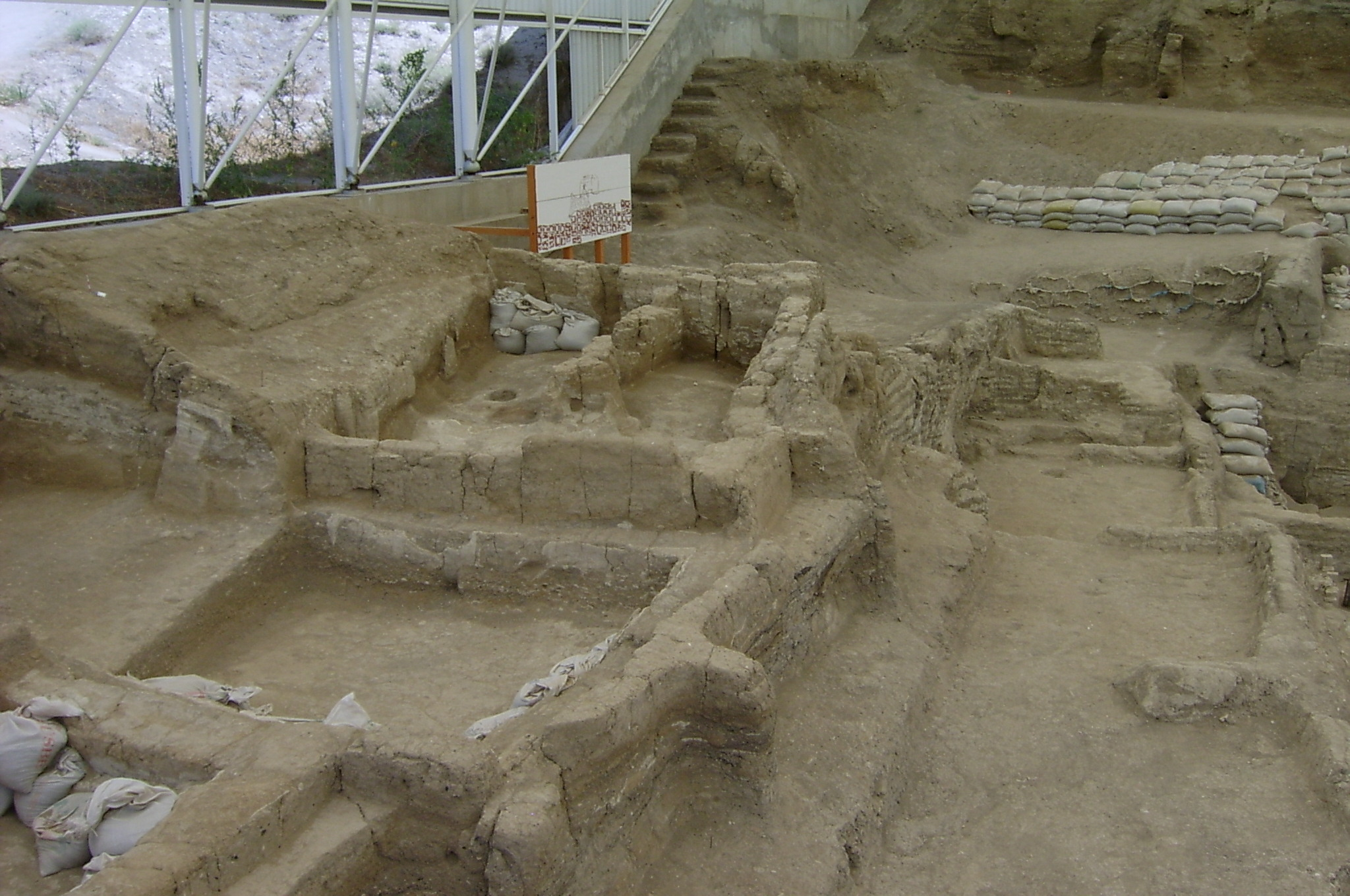
チャタル・ヒュユクの遺構検出状況。家屋がすし詰めのように築かれている様子がわかる。

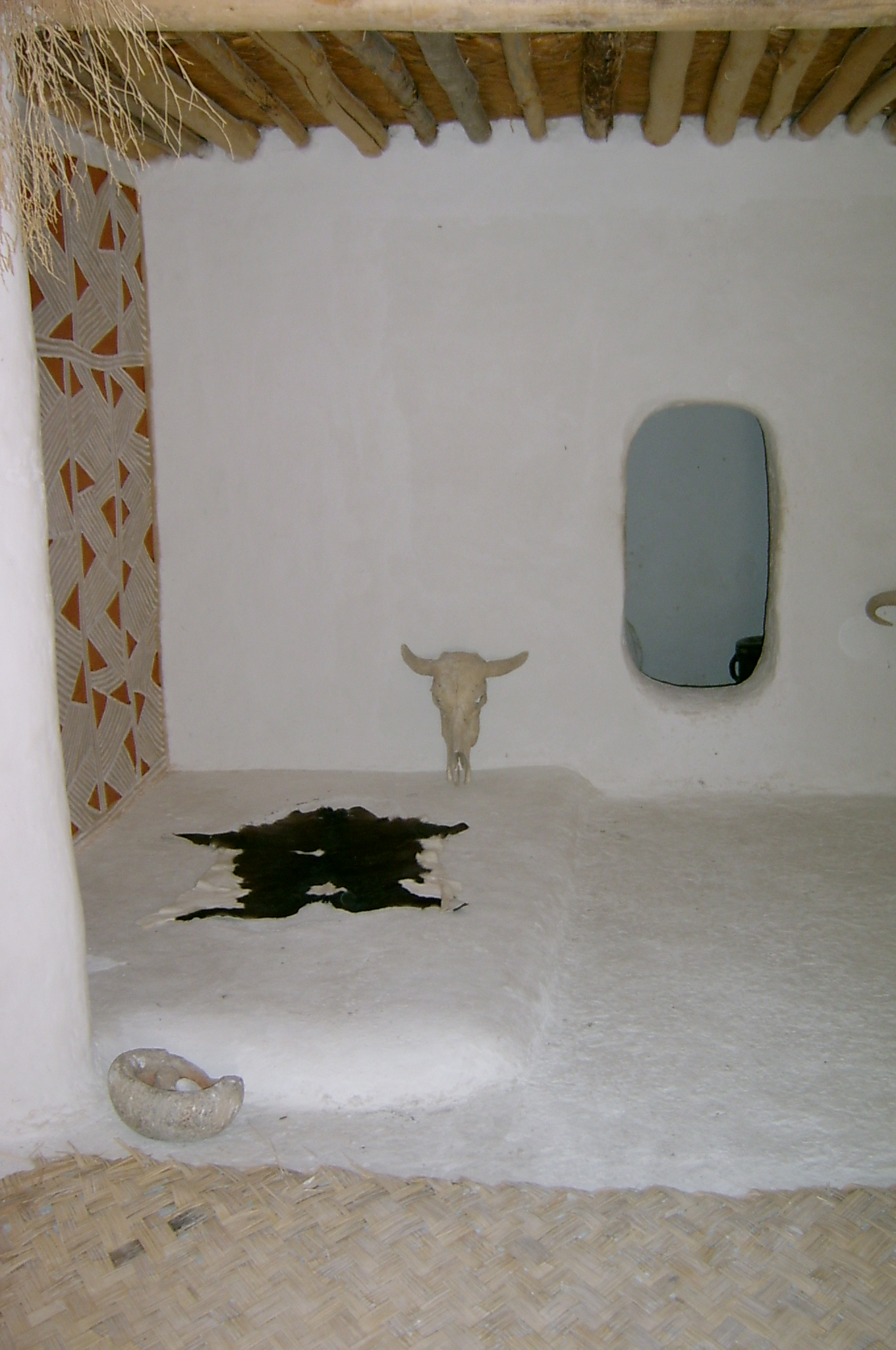
チャタル・ヒュユク祠堂の復元模型

チャタル・ヒュユク（－・ホユック,－・フユクとも；Çatalhöyük /ʧɑtɑl højyk/ ,Çatal Höyük , Çatal Hüyük）は、アナトリア地方南部、現在のトルコ共和国、コンヤ市の南東数十km、コンヤ平原に広がる小麦畑をみおろす高台に位置する新石器時代から金石併用時代の遺跡である。その最下層は、紀元前7500年にさかのぼると考えられ、遺跡の規模や複雑な構造から世界最古の都市遺跡と称されることもある。チャタルとはトルコ語でforkを意味し、ヒュユク（ホユック）で丘や塚を意味するので「分岐した丘」の意味となる。
チャタル・ヒュユクの遺丘は、チュルサンバ (Çarsamba)・チャイ川の旧河床を挟んで東西にあって、東側は、長径500m、短径300m、高さ20m弱の卵形で西側に比べて規模が大きい。うち新石器時代の文化層は15mに達し、14層の文化層が確認されている。年代的には放射性炭素年代測定で紀元前6850年から同6300年にあたる時期のもので、チャタル・ヒュユクの本体である。西側の遺丘は、チャタル・ヒュユク西遺跡と呼ばれ、径400m、高さ7.5mで規模的には東側に比べて小さく、2期にわたる彩文土器の発達した文化層が確認されており、上層は、青銅器が出現するハラフ期（4300 B.C.頃）並行とされ全体的にやや新しい。
2012年に、世界遺産に登録された。

## 研究史
チャタル・ヒュユクは、1958年に発見され、1961 - 1965年にかけてジェームス・メラート (James Mellaart)によって発掘調査されて、世界的に知られるようになった。メラートは、200か所近い建物を調査し、チャタル・ヒュユクが少なくとも0,I - VIA,VIB - Xの13の層とさらに下層があることを確認した。最下層に至るまではさらに7m掘らなければならないと推定された。以後トルコ政府によって調査が禁止され、遺跡は1993年9月にケンブリッジ大のイアン・ホダー (Ian Hodder)によって調査されるまで放置されることになった。ホダーの調査は、他に先駆けたコーリン・レンフリュー (Colin Renfrew)の研究手法を取り入れた野心的なものであった。考古科学の手法に加えてチャタル・ヒュユクの壁画が表現しているシンボリズムについて心理学者や芸術家たちに解釈をするよう従事させた。チャタル・ヒュユクはメラートによってその複雑性が記録されたが、真の意味での「町」、「都市」、「文明」というよりも巨大な村落として記述された。
2018年、当遺跡発掘の第一人者だったジェームス・メラートの死去後に氏による発掘物・碑文の捏造がされていた証拠が発見されたとの発表があった。
最新の研究によれば、後述する世界最古の地図は他の壁画と同じく野生動物を描いたもので、チャタル・ヒュユクの遺物で最も象徴的な母神像は太った女性を象った像である。
以降、氏の係わった研究発表の全てに疑いの目が向けられており、チャタル・ヒュユク研究は大きな停滞を迎えている。

## チャタル・ヒュユクの建築遺構
チャタル・ヒュユクの集落は、ゴミ捨て場を持つ家々によって構成されていた。いくつかの家には「居間」よりも大きな部屋があったが、これが公共的な物であったのか、住民の間では職業分化ないし分業が行われていたのかははっきりしない。このような広い部屋は、何らかの儀式など特別な目的で使用されたと思われるものの、今ひとつはっきりしない。チャタル・ヒュユクの本体である東側の遺丘は、最大で総人口10,000人に達したと推測される。もっとも、チャタル・ヒュユクの集落の数千年に及ぶ歴史の中で人口は変化しており、平均的には5,000人から8,000人ほどであったと考えられる。チャタル・ヒュユクの住民は、互いに隙間なくすし詰めのようにくっついた、一部屋が平均25m2程度の土レンガでできた集合家屋に暮らしていたと思われる。通路や窓のようなものは存在せず、蜂の巣のように密集して寄り集まっている家々の天井板の穴から入り、木製のはしごを使って外へ出る仕組みになっていた。つまり、チャタル・ヒュユクの家の扉は、現在の家と違って屋上に付いていたことになる。このような変わった家の構造ができた理由ははっきりしないが、一説にはライオンなどの猛獣や外敵の侵入を防ぐための工夫ではないかと考えられている。このように窓が一切なく、出入口が屋上にしかない建物であれば、住民たちは非常時に屋外のはしごを取り外すだけで、猛獣や外敵の侵入を簡単に防ぐことができたのである。

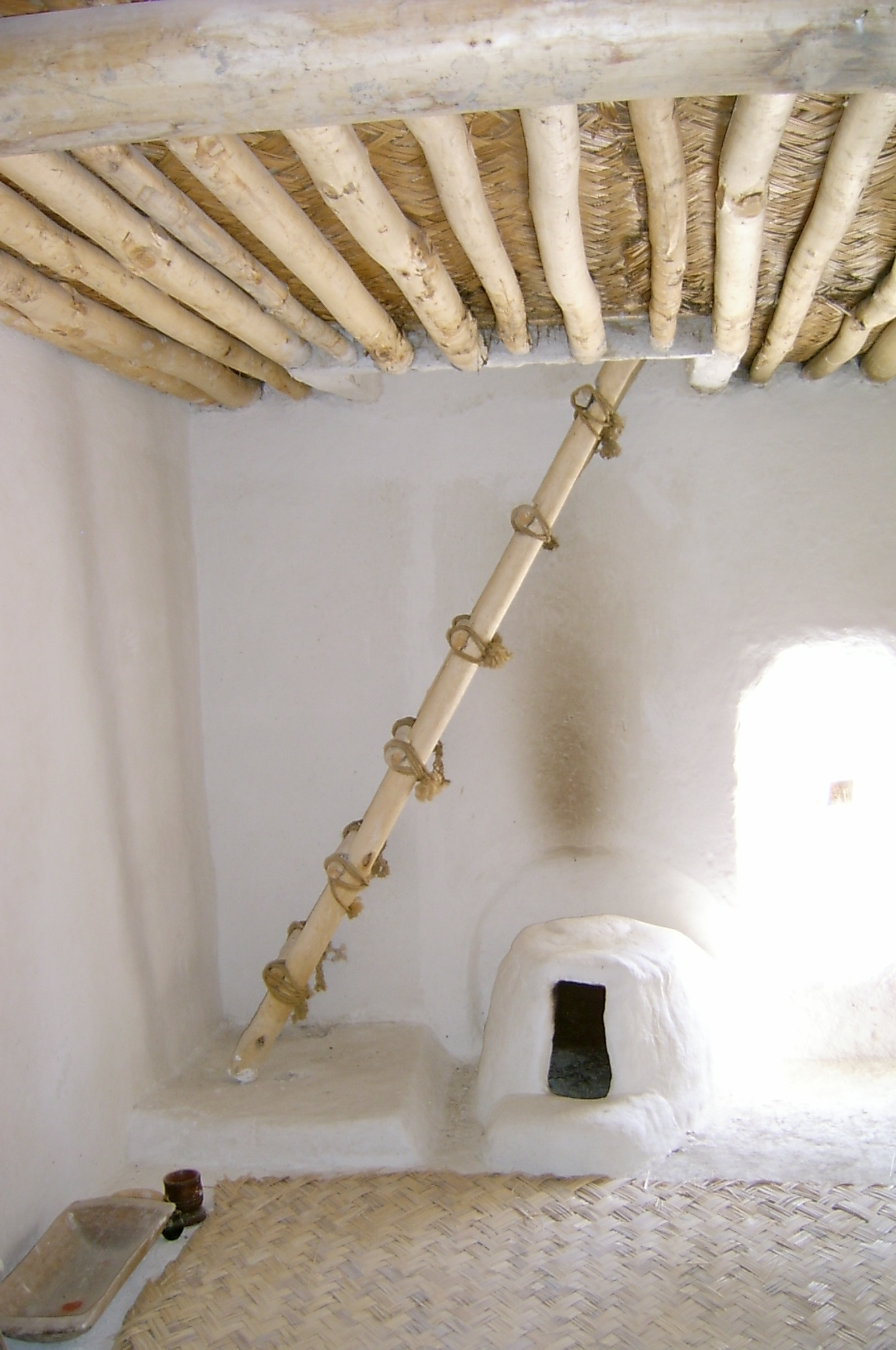
チャタル・ヒュユク住居内部復元模型

つまり家の屋上が通路の代わりになっていた。屋根穴は換気口の役割も果たしていた。新鮮な空気を入れると共に暖炉やかまどの煙を排気する孔でもあった。それぞれの家は内面に漆喰を塗り、正方形の柱を使ったはしごと急な階段を設けていたという特徴がある。そしてそのような出入口は、たいてい暖炉や炉が設けられている部屋の南側の壁に沿って造られている。それぞれの家の主だった部屋は料理をしたり日常生活を営むために使われている。主だった部屋には壁に沿って座ったり、仕事をしたり、眠ったりするための基壇が設けられている。そういった基壇は壁の内側に設けられて、丁寧に漆喰が塗られ、表面を滑らかに仕上げている。実際建物の壁や床は白色の細かい粘土（漆喰）で何層にも塗りこめられ、120層にも及ぶ建物さえ発見されている。このような上塗りは同一の生活面から検出された建物にほぼ同じ回数の上塗りがされていることから、おそらく毎年のように繰り返されたと考えられている。
一方、補助的に設けられた部屋は、食料、財産の貯蔵、保管に用いられたと推定され、主たる部屋からの天井の低い通路でつなげられている。それぞれの部屋は几帳面なくらいきれいな状態であって、考古学者たちは、建物の中にゴミを発見することができないくらいであった。チャタル・ヒュユクの住居の外側に著しい量の木灰や下水溝や調理に伴うゴミの山が発見された。ゴミの山は埋め立てられて「広場」として使われ、天気のいいときには、日常的な活動が屋根の上やそのようなゴミや後述するような建物の瓦礫で埋め立てられた「広場」で行なわれた。後の時代になると巨大な共同の炉が屋根の上に設けられるようになった。時間が経過するに伴い、家屋は部分的に取り壊しが行なわれ、荒石と灰の上に建て替えが行なわれた。壊された家の瓦礫はマウンド状になっていき、その上も「広場」として使われた。それがチャタル・ヒュユクでは、18層にわたって行われたことが確認されている。

## チャタル・ヒュユクの埋葬

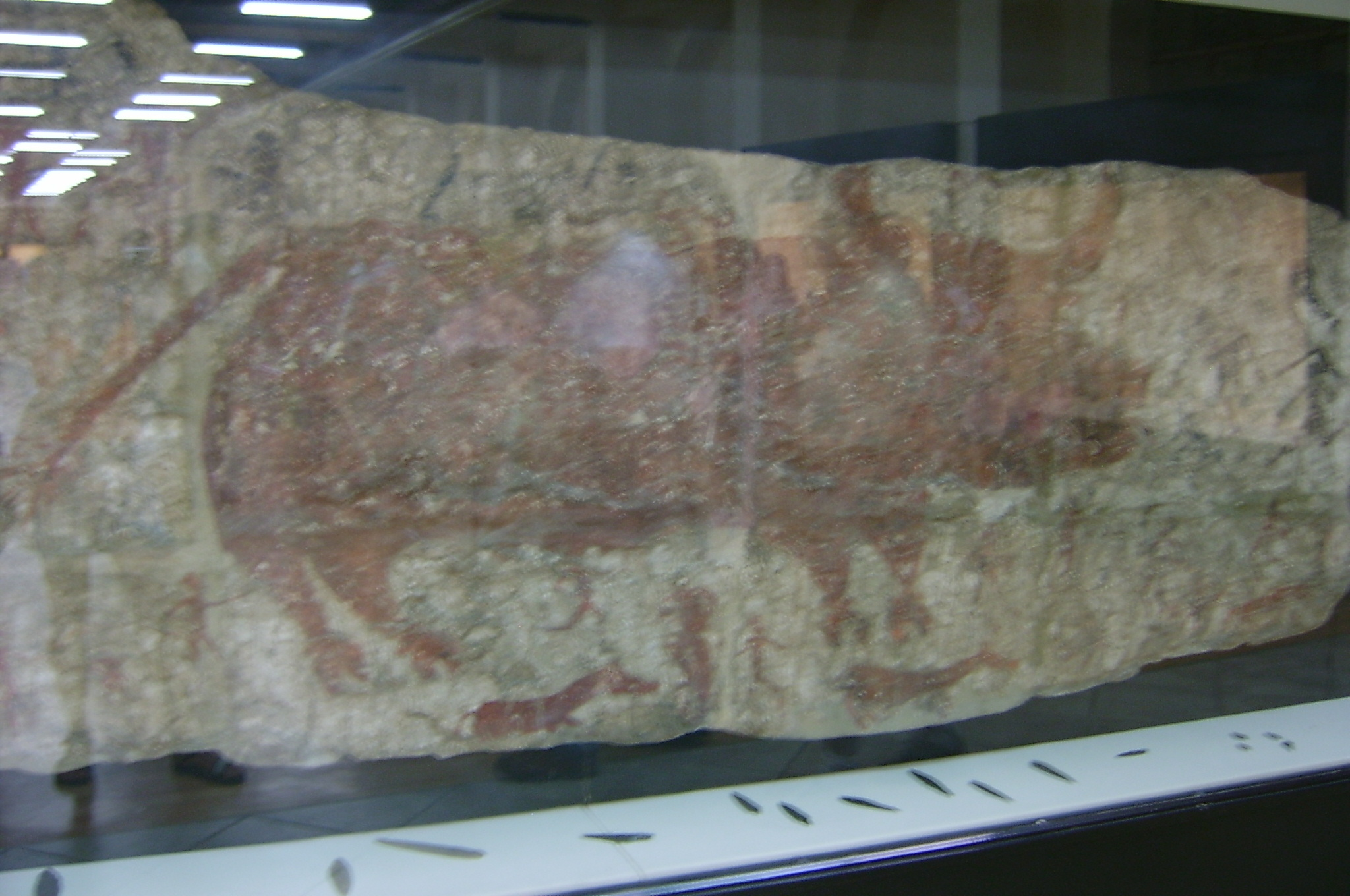
チャタル・ヒュユク牛の壁画

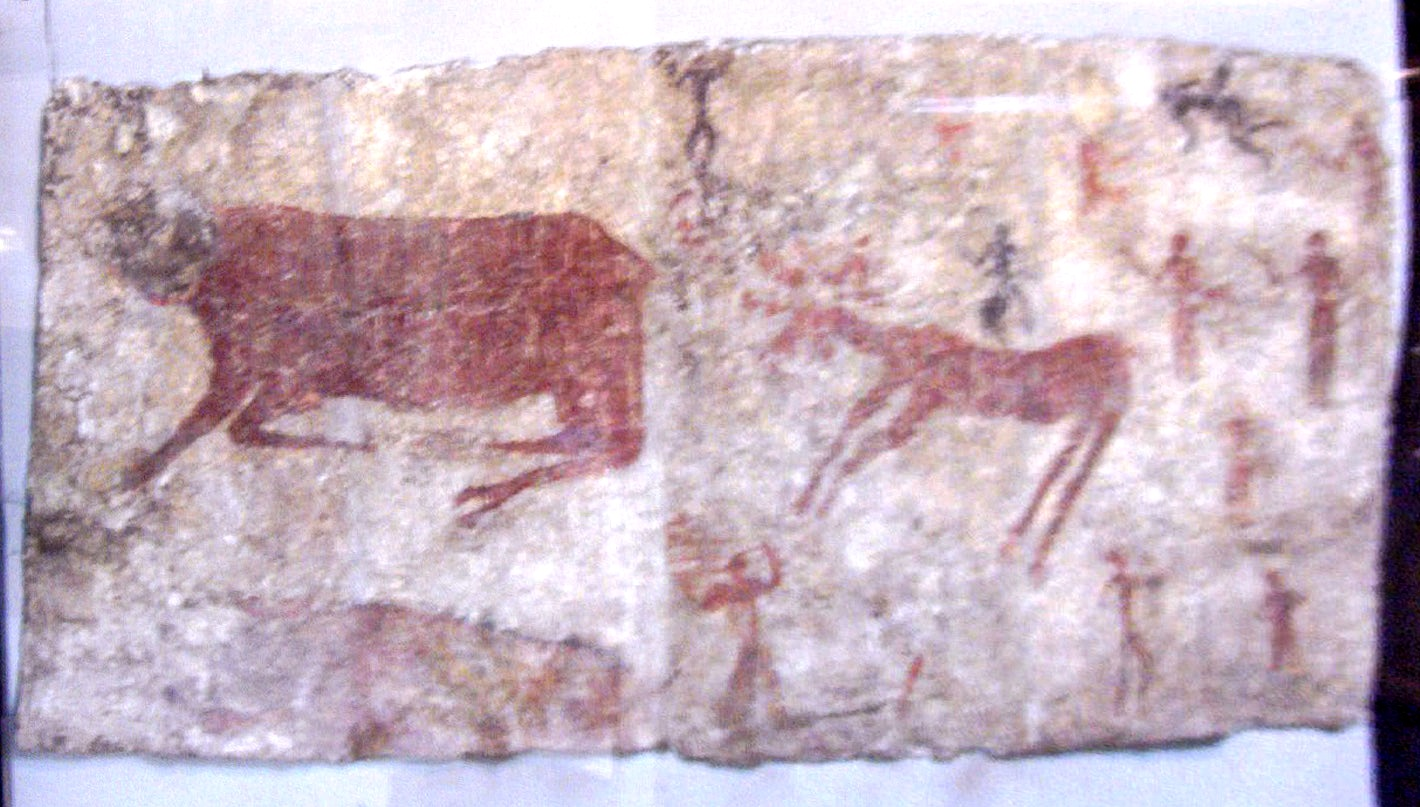
チャタル・ヒュユク牛の壁画

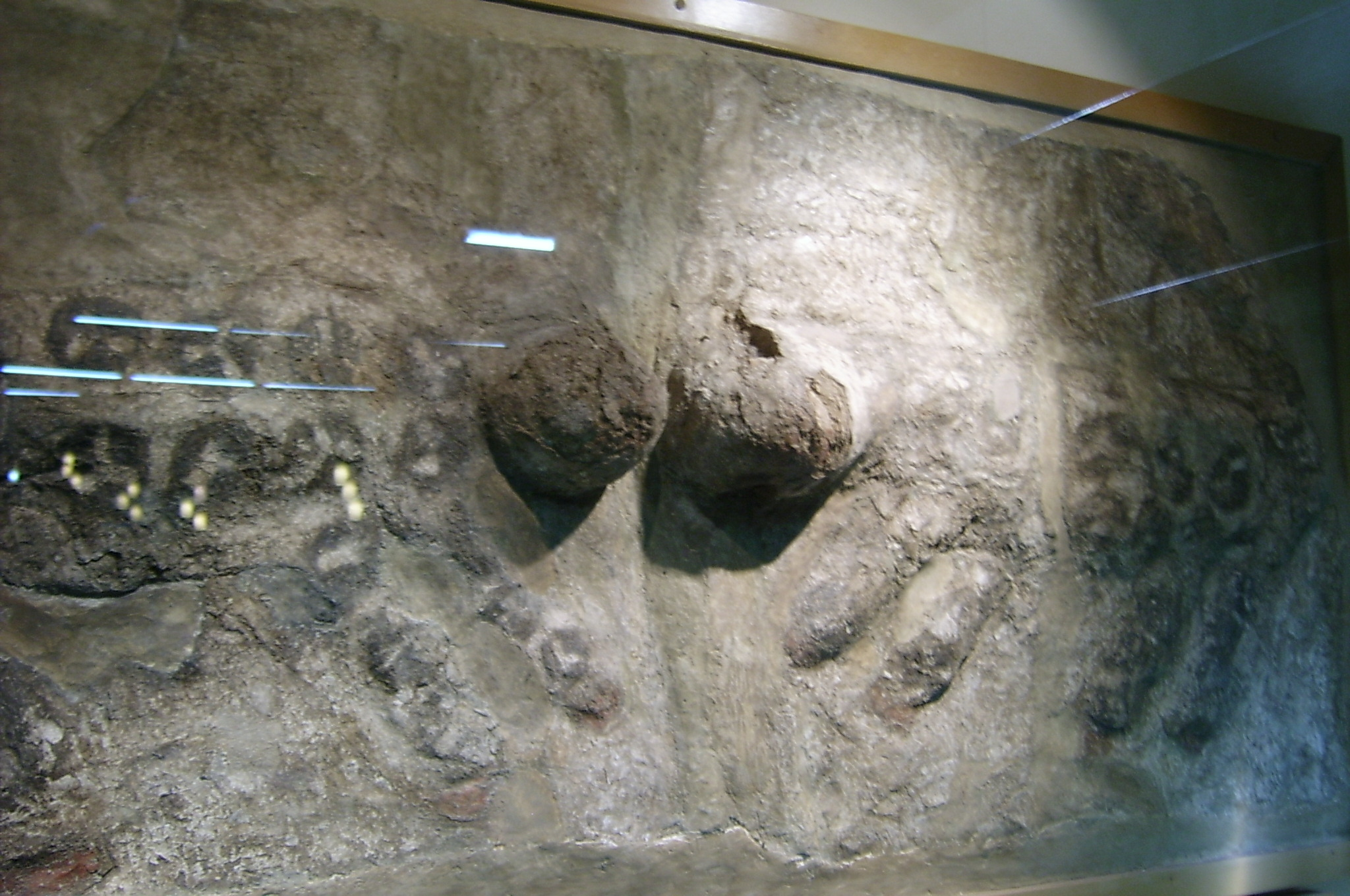
博物館の展示室に復元されたチャタル・ヒュユク第Ⅶ層で発見されたヒョウの壁画と乳房の模型。このヒョウの壁画は少なくとも7回の塗りなおしがされたことが判明している。

チャタル・ヒュユクの住民は、死者を村の内部で埋葬した。遺体は床下に墓孔を設けて埋葬された。特に暖炉の下、主たる部屋の基壇や「ベッド」の下から遺体が発見されている。遺体は、基壇の下60cmくらいの深さに、体を小さく折り曲げて（屈葬）、左側を下、頭を部屋の中央に向けて、かごやアシ類のござのようなものにくるまれて埋葬された。いくつかの墓からは、関節がはずされた骨が発見された。おそらく遺体は埋葬される前に長期間外気にさらされていたと思われる。もしかしたら後述するようにハゲワシ等に死体をついばませていた可能性も否定できない。墓が荒らされると一体分の骨格から頭が取り外されている場合もみられる。頭蓋骨が集落のまったく別の場所で発見されることからそれらの遺体の頭蓋骨は、儀礼に用いられたと考えられている。頭蓋骨の中には、漆喰と黄土色の絵具で彩色され、人間の頭を「復元」しようとしているものもある。このような習慣は、シリアの新石器時代の遺跡や新石器時代のジェリコなどチャタル・ヒュユクの近隣の遺跡にもみられる特徴である。
副葬品は、例外的であって、織物があるほかに、木製容器、籠、食べ物が共通してみられ、男性の墓の場合は、木製や骨製の柄の付いた剣、石製の棍棒のような武器、粘土製のスタンプ印章、銅の腕輪やS字状の骨製バックル、女性の場合は、化粧用の石製パレットや装飾品、ごくまれに黒曜石できた鏡がみられる。またタカラガイを目にはめ込んだ頭骨もみられる。身長は、男性170cmくらい、女性は、158cmくらいで、平均寿命は、男性34歳、女性30歳くらいであったと考えられる。生前にマラリアによる貧血症をわずらっていた人が多かったと思われ、関節炎や骨折を患っていた人がいたことも人骨から判明している。

## チャタル・ヒュユクの壁画とレリーフ
生き生きとした壁画が居住区のいたるところ、部屋の内側や壁の外側で発見される。チャタル・ヒュユクでは、前述したように壁に上塗りを繰り返したので、壁に彩色をしてある部屋の上塗り層の断面には塗色面が何層にもなっている。壁画はそのたびに上塗りされたため一時的にしか見られなかったことになる。反面そのために壁画が腐食せず良好に保存されて今日でも見ることができるのである。壁画は細かい毛のブラシを用いて塗料を塗って描かれたと考えられている。塗料の原料は、赭土、藍銅鉱、辰砂、孔雀石、方鉛鉱、マンガンなどアナトリアで入手できる鉱物から作られた。地は、白かクリーム色で、壁画には赤や赤褐色が主に用いられたが、黒、黄色、藍色、青、灰色が使われている例もある。多くの壁画は柱と柱の間におさまる大きさであったが、例外的におおきな壁画も描かれた。人や動物を描いたもの、幾何学文様、真っ赤に塗られたもの、人の手を並べて描いたものなど描かれた主題は多様であった。層の異なる二つの儀式が行なわれたと推察される部屋で、狩猟の様子を描いたと思われる壁画が発見されたが、北側の壁に2mもの巨大な赤い雄牛を描き、その周りに何人かがヒョウの毛皮のふんどしをして踊っている姿を描いていた。描かれた人物は多くは男性であり、体を赤く塗った姿で表現されていた。この壁画より古い層のV層では、壁四面を使って、いのしし、鹿、熊、狼、オナガーと呼ばれる野生のロバ、ライオンやそのほかの動物を描いた壁画が発見されている。研究者たちは、狩猟の光景ではなくミケーネ文化に見られる儀式や現在の闘牛のような動物を使った祭りのような象徴的なものを描いたと推察している。第III層では、部分的であるが犬のような動物を使って男性の狩人が牡鹿を矢で射ている絵が発見されている。VI層からは、アシと筵でできた納骨堂に織物がしかれ目のくぼんだ頭骨が置かれている絵が発見され、死者に関して何かを表す絵であるということ以外わかっていない。
多くみられるのは狩猟をしている男性たちがペニスをいきり立たせている場面である。また現在では、絶滅しているバイソン類を赤く描いていることもある。また、頭のない人間にワシやタカなどの猛禽類が飛びかかるように舞い降りてくる場面も描かれる。この壁画の猛禽類は、なぜか人間の足をもっているものがあり、儀式の際に鳥の姿に扮装した祭司の間に頭のない遺体が置かれている様子を描いていると考えられている。また、死体の処理の方法としてシロエリハゲワシなどに死体の肉をついばませていたことを表しているのかもしれない。壁には動物の頭、特に牡牛のものが多く、牡牛の頭骨や角を芯にして土で復元するように塗り固めているものがみられる一方、牡牛や牡鹿の頭が取り付けられている例もある。動物の頭像は、3個、5個、7個といった単位で低い基壇や壁にとりつけられたり、新しい時期の角がついたささげ物を置くのに使用した台と似た土柱に取り付けられることもあった。このような動物の頭像で、特に牡牛の角は男性の神格を表しているとかんがえられている。一方で、第Ⅶ層で発見されたようなヒョウの壁画や乳房の模型には、土偶ともに地母神や出産の女神を表していると考えられている。
背景にチャタル・ヒュユクから140kmの位置にあるハッサン火山ないしHasan Dağ火山の二つの峰を背景に集落の様子を描いているものがあるとされてきたが、後にジェームス・メラートの恣意的な解釈であったと発覚した。

## チャタル・ヒュユクの社会と経済
チャタル・ヒュユクの人々は、社会的な階層分化がなされず、相対的に平等社会であったと思われる。はっきりと王や神官が使用したことを想起させる特徴をもった家屋が未だに発見できないからである。最近の調査で判明したのは、ジェンダーに基づくわずかな社会的区別があるということだけである。男性も女性も食物を平等に分け合い、社会的な階層としては平等であった。チャタル・ヒュユクの上層においては、人々は農業を行い家畜を飼っていたことが明らかになっている。女性の土偶は、小麦や大麦を貯蔵する室の中で発見される。小麦や大麦の他には、エンドウマメ、アーモンド、ピスタチオや果物などが栽培されていた。牛や羊の骨が見付かっているのは、動物の家畜化の始まった証拠として考えられている。しかしながら、チャタル・ヒュユクの人々にとっては、狩猟で得られる動物の肉はなお重要な食料であり続けた。土器を作り、黒曜石で石器を作ることが主要な「工業」であった。黒曜石でできた石器は、地中海産の貝やシリア産のフリントなどの物資と交易を行うために用いられたと考えられる。

## チャタル・ヒュユクの宗教及び母神像
遺跡の上層からは、女性の土偶が発見されている。神殿と同定できる遺構はいまだに確認されていないものの墓や壁画や土偶は、チャタル・ヒュユクの人々が豊富な宗教的シンボリズムをもっていたことを示している。そのようなものが集中的に発見される部屋は「祠堂」ないしは、公共の会議場であったと思われる。
チャタル・ヒュユクでもっとも印象的なのは女性の彫像（土偶ないし石偶）である。最初に発掘調査を行ったメラートは、丹精をこめて丁寧につくられた彫像は女性をあらわすと考えられ、大理石や青みがかった石灰岩、褐色を帯びた石灰岩、片岩、方解石、玄武岩、アラバスターを刻んだり、粘土で象ってつくられた。男性神もいたにもかかわらず、IV層よりも後になるとみられなくなり、女神像は男神像に数においては圧倒的に凌駕している。

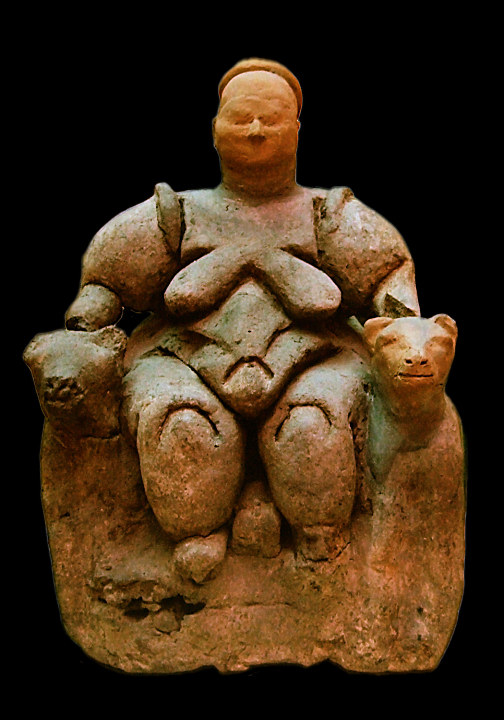
チャタル・ヒュユク母神像。二匹のライオン（ないし、猫科動物）が脇にいる

丁寧に作られた女神像は、メラートが「祠堂」であると考えた場所で発見された。二匹のライオン（ないし、猫科動物）が脇にいる女神像一体が穀物蔵から発見されたとき、メラートは穀物の実りを保障したり、穀物の供給を守護する意味があるのだろうと推察した。メラートが4度にわたる発掘調査で200か所近い建物を調査した一方で、イアン・ホダーは、わずかひとつの建物に全調査期間を費やした。ホダーは、2004年から2005年にかけてメラートが発見してきたおびただしい量の丁寧に作られた豊満に肥った母神像と同じものを発見している。2005年に発見されたものは衝撃的で、ホダーは、チャタル・ヒュユクに関する公式サイトで、チャタル・ヒュユクに関する社会像を抜本的に変えなければならないかもしれないと前置きして、「母神像の豊満な胸には、両腕が置かれ、腹部が中央部をなして大きく張り出している。母神像のひとつを回転させて向きを変えると腕が非常に細く非常に細身で干からびたような人物の骨や骨格が描かれているのがみられる。あばら骨や脊椎骨がむき出しになっている。肩甲骨と骨盤もむき出しになっている。この母神像は、チャタル・ヒュユクの社会や表現力の性格について見方を一変させるようなユニークなものといえる。」と述べている。
2018年にジェームス・メラートによる捏造事件が発覚以降、氏によって隠されていた肥満男性像などの道形像も発見されたことから現在では母神ではなく肥満体の女性像であったと解釈されている。

## 世界遺産登録
この世界遺産は世界遺産登録基準のうち、以下の条件を満たし、登録された（以下の基準は世界遺産センター公表の登録基準からの翻訳、引用である）。
- (3) 現存するまたは消滅した文化的伝統または文明の、唯一のまたは少なくとも稀な証拠。
- (4) 人類の歴史上重要な時代を例証する建築様式、建築物群、技術の集積または景観の優れた例。